# Cordalia obscura
Cordalia obscura är en skalbaggsart som först beskrevs av Johann Ludwig Christian Gravenhorst 1802.  Cordalia obscura ingår i släktet Cordalia och familjen kortvingar. Arten är reproducerande i Sverige. Inga underarter finns listade i Catalogue of Life.